# Café-théâtre
 (avril 2025).
Si vous disposez d'ouvrages ou d'articles de référence ou si vous connaissez des sites web de qualité traitant du thème abordé ici, merci de compléter l'article en donnant les références utiles à sa vérifiabilité et en les liant à la section « Notes et références ».

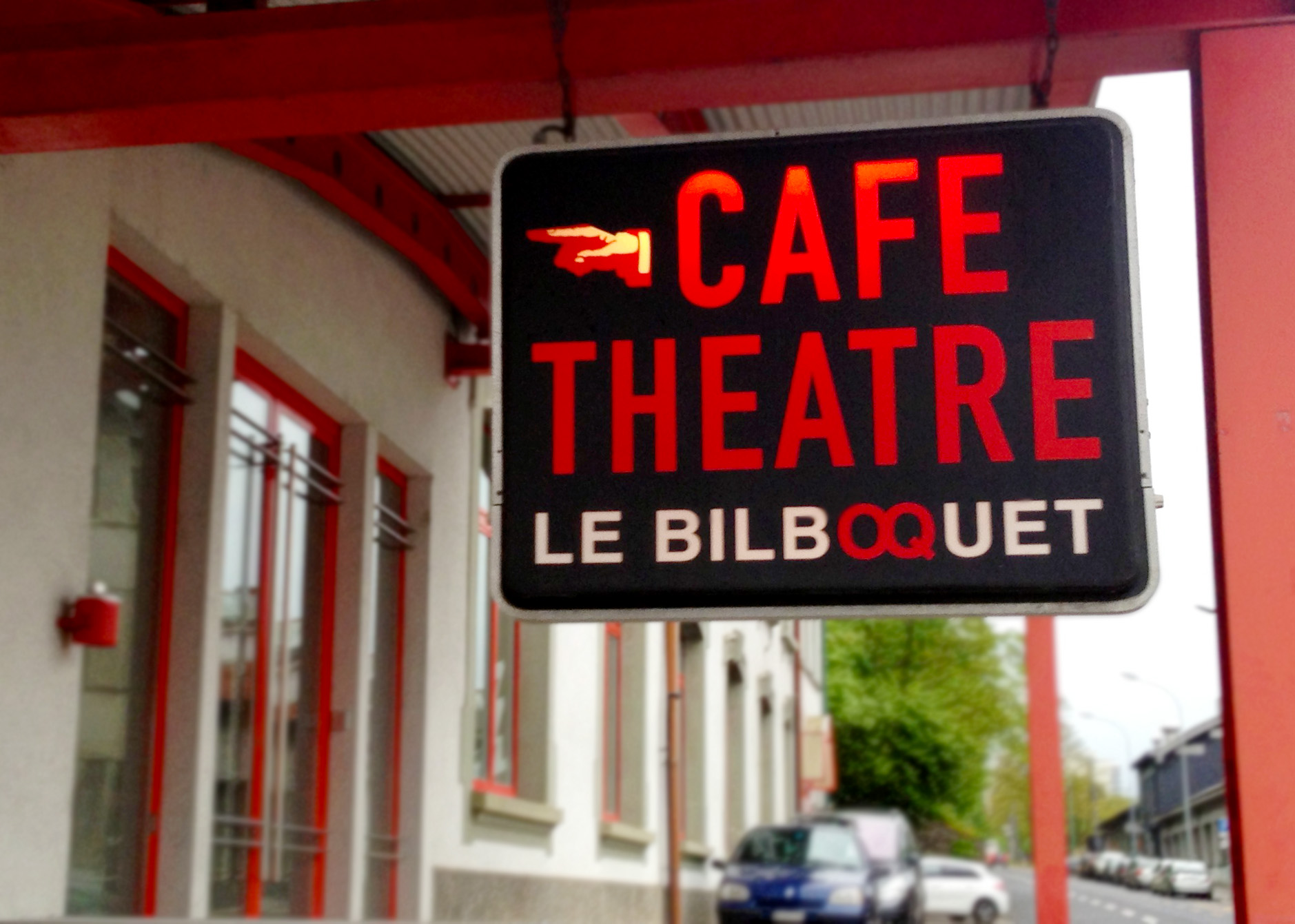
Enseigne indiquant le café-théâtre Le Bilboquet à Fribourg (Suisse).

Le café-théâtre est, comme son nom l'indique, un petit théâtre dans lequel il est possible de boire, mais ce n'est pas nécessairement le cas.
Le cadre plutôt restreint qui s'offre aux artistes les oblige à s'adapter, de ce fait les moyens techniques sont très limités ainsi que le nombre d'acteurs sur scène. De plus, la représentation ne dure généralement que 50 à 60 minutes permettant ainsi l'enchaînement de plusieurs spectacles devant un public restreint lui aussi, la salle ne pouvant contenir qu'une quarantaine, voire une cinquantaine de personnes.
Le café-théâtre est un lieu de liberté dans lequel les artistes peuvent s'exprimer sans tabou, et où la proximité et l'intimité avec le public sont ses principales caractéristiques.

## Histoire
Le concept du café-théâtre dans sa forme et sa programmation date des années 1960. En 1960, Maurice Alezra ouvre à La Vieille Grille une épicerie buvette se trouvant rue Larrey à Paris, où sont présentés des spectacles, de la poésie et des chansons.
Ce n'est que le 26 février 1966 qu'est inauguré le tout premier café-théâtre en tant que tel, il s'agit du Royal créé par Bernard Da Costa, situé boulevard Raspail à Paris et qui ne fonctionnera que trois mois.
Le 2 juillet 1966, Le Bilboquet s'annonce comme le deuxième café-théâtre, il est créé par Daniel Mocquay, un ancien membre du Royal.
En 1967, le café-théâtre l'Absidiole ouvre rue Frédéric-Sauton et est géré par Jacques Bocquet qui est aussi directeur du théâtre Le Kaléidoscope situé dans la même rue.
Au fil des années, les cafés-théâtres apparaissent et disparaissent, mais le genre a toujours autant de succès ; on compte 21 cafés-théâtres en 1977 à Paris.
Ce nouveau genre doit son succès à un besoin de renouveau dans le théâtre des années 1960. On cherche à promouvoir et faire découvrir des auteurs, comédiens, metteurs en scène français et bien vivants, qui sont trop souvent laissés à la porte des théâtres traditionnels.
En 1969, « l'ère des Copains » donne un renouveau à un café-théâtre, qui n'a rien perdu de son attrait, mais qui cherche néanmoins de nouveaux horizons. Parmi ces Copains on retrouve Coluche, Miou-Miou, Romain Bouteille et Patrick Dewaere. De ce compagnonnage vont naitre des Cafés-Théâtres de renommée, présents encore aujourd'hui, tel que Le Café de la Gare ouvert en 1969, Le Splendid datant de 1970, Le Vrai Chic parisien créé en 1971, Les Blancs Manteaux ouvert en 1972, Le Point-Virgule ouvert en 1975 et Le Bec Fin.
Le café-théâtre a vu dans ses rangs des comédiens et comiques aujourd'hui réputés et célèbres comme Josiane Balasko, Coluche, Gérard Depardieu, Jacques Higelin, Élisabeth Huppert, Sylvie Joly et Claude Cortesi.
On rapproche souvent le café-théâtre, au niveau de sa forme, au cabaret, au one-man-show ou au théâtre d'improvisation. Or il s'agit d'un mouvement artistique à la recherche de nouveauté.
Le cabaret est antérieur au café-théâtre, et bien qu'ils aient des ressemblances, il s'agit de deux univers différents. Le premier propose des spectacles comiques-artistiques, c'est-à-dire basés sur l'humour et le spectaculaire avec du chant et de la danse, alors que le second est à la recherche d'un théâtre nouveau.
Le one-man-show apparaît avec Les Copains, troupe de Coluche, il s'agit alors d'amener le comique à partir de situations banales de la vie quotidienne sur scène.
Quant au théâtre d'improvisation, il est né du café-théâtre et a su s'émanciper et se faire une vraie place au sein des arts de la scène.
En 2003, Jean Heredia et Robert Punzano, créent le café-théâtre de Boulevard, qui est un mélange de pièce de café-théâtre, et de parodie de Boulevard. Leur pièce « Les Colocs » fait un véritable tabac dès 2003, et est encore jouée aujourd'hui dans toute la France.

## Salles et écoles

### Quelques lieux
- Café de la Gare est un des plus vieux Cafés-Théâtres. Créé par Coluche et Romain Bouteille en 1969 dans une ancienne fabrique de ventilateurs à Paris, ils seront ensuite rejoints par des amis comme Patrick Dewaere et Martin Lamotte. Encore en activité aujourd'hui, le Café de la Gare propose de nombreux spectacles tout au long de l'année.
- Le Théâtre des Blancs-Manteaux : Fondé en 1972 et fermé en 2024, c'était au début une Pizzeria « La Pizza du marais » et très vite devenue café-théâtre, c'est José Artur qui a trouvé le nom définitif « Théâtre Les Blancs Manteaux » ; vers 1976, la salle de restaurant est fermée pour en faire une seconde salle. Les Blancs Manteaux est un vrai vivier d'artistes, beaucoup de chanteurs et comédiens y ont fait leurs débuts : Gérard Hernandez, Bernard Lavilliers, Jacques Higelin, Anne Roumanoff, Catherine Arditi, Catherine Allégret, Fabrice Éboué, Isabeau de R., Isabelle de Botton, Alain Scoff, Patrick Font et Philippe Val, Renaud, Jacques Villeret, Arnaud Cosson, Arnaud Tsamere, Olivier de Benoist, Alex Ramirès et Gérémy Crédeville.
- Le café et le théâtre d'Edgar : Fondé en 1973 pour le café et en 1975 pour le théâtre, par Alain Mallet, ces deux théâtres de petite taille pouvant accueillir 70 spectateurs pour le Café d'Edgar et 80 pour le théâtre d'Edgar, ont toujours œuvré dans la découverte de nouveaux talents, qu'ils soient auteurs, acteurs ou metteurs en scène, et dans la recherche de nouvelles formes théâtrales.

De plus, ces théâtres jouent un rôle important dans l'animation du quartier du Montparnasse, proposant des spectacles pour enfants, des cours de théâtre mais aussi des animations socioculturelles.
- Le Bec Fin a été l'un des plus célèbres avec une longévité exemplaire. Un spectacle pour enfants « Les mésaventures de l'insupportable Bengaline » de Micheline Bourday, mise en scène de Claude Cortesi a duré six ans.
- Le Théâtre Montorgueil à Paris, ou se joue tous les jours, sans relâche, Les Colocs de Jean Heredia et Robert Punzano (plus de 3 000 représentations, énorme succès de café-théâtre)
- En France, quelques lieux très populaires sont devenus des incontournables du genre. Parmi les plus réputés, on peut citer ceux dont la réputation a dépassé la frontière de leur région, comme le Café-théâtre des Beaux-arts à Bordeaux, le Café-théâtre les 3T à Toulouse, le Complexe du rire[1], l'Espace Gerson[2] ou le Nombril du monde[3] (où Florence Foresti a fait ses débuts avec son spectacle Les Taupes Models en janvier 1999) à Lyon, L'archange ou L'antidote à Marseille, le Bacchus à Rennes ou encore le Côté rocher à Rocamadour et La Fontaine d'Argent à Aix-en-Provence.
- Le Théâtre Les feux de la rampe, avec comme référence La Guerre des Sexes de Pascal Grégoire ou Vous Les Femmes de Robert Punzano.
- Le Théâtre de l'Alhambra de Bordeaux, qui organisa des revues, des comédies ou encore des concerts de 1878 à 1982.
- En 1967, J. Bocquet et P. Blondet, directeurs du Kaléidoscope, font d’un café voisin, l’Absidiole, ce qui sera un des meilleurs cafés-théâtres de Paris jusqu’en décembre 1973. — (Philippe Rouyer, Guy Suire, Jack Boucher, Cafés théâtres de France et d’ailleurs, Publications de la Maison des sciences de l'homme d’Aquitaine, 1979, page 24).

### Quelques écoles
Hormis les grandes écoles parisiennes de théâtre, on trouve aujourd'hui de plus en plus de Cafés-Théâtres qui proposent des cours d'art dramatique, s'inscrivant parfois dans de véritables formations de plusieurs années. Le café-théâtre « l'Azile » à La Rochelle en est un bon exemple puisqu'il dispose d'une école proposant des cours et des ateliers ouverts à tous, à la séance, au mois ou à l'année. Seule contrainte, l'entrée dans l'école se fait sous auditions.
D'autres écoles offertes cette fois par le café-théâtre « Le Bout » situé à Paris : l'École du café-théâtre est une formation professionnelle sur trois ans qui s'adresse tant aux amateurs qu'aux intermittents du spectacle, dans le but de former « les humoristes de demain ». Rattaché à cette enseigne, l'École du One-Man-Show est la première école professionnelle en France (300 élèves). Créée en 1994 par William Pasquiet, elle cible sa formation pour les comédiens et auteurs comiques, improvisateurs et Stand-Upers.
En 2015, une antenne de l'école parisienne a été créée à Rennes, à la Brasserie-Cabaret, « la Lanterne »,.
Bon nombre d'artistes issus de ces écoles sont aujourd'hui intermittents du spectacle et reconnus dans le milieu.

## Pièces de café-théâtre
- Trio pour deux canaris, Bernard Da Costa 1966
- Des boulons dans mon yaourth, 1971
- Alors, tu fais l'Artiste, Jean Paul Sèvres 1976
- Les Colocs, de Jean Heredia, Patrick Hernandez et Robert Punzano de 2003 à aujourd'hui, plus de 2 500 représentations (la troupe compte aujourd'hui 16 comédiens)
- Faites l'amour avec un belge !, de Michael Dufour (la pièce de café-théâtre la plus jouée au Festival d'Avignon depuis sa création)
- Pièce détachée de Thierry Buenafuente mise en scène de Florence Foresti de 2002 à aujourd'hui.
- On a le veuvage de ses artères de Claude Cortesi au Bec Fin